# Curtis Painter
Curtis Jeffrey Painter (Watseka, 24 giugno 1985) è un ex giocatore di football americano statunitense che ha militato nel ruolo di quarterback nella National Football League (NFL).

## Carriera

### Indianapolis Colts

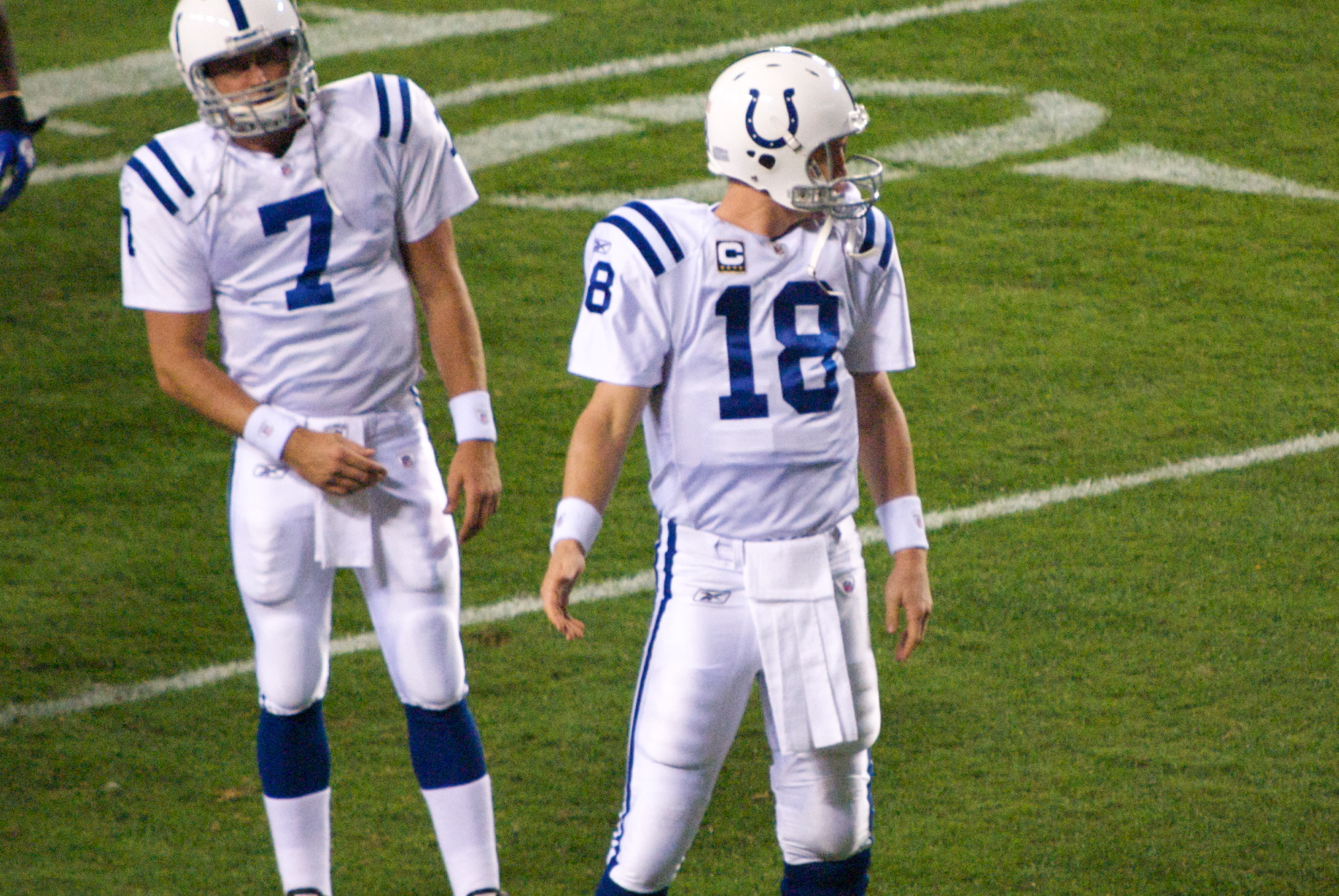
Painter (a sinistra) e Peyton Manning in una gara del 2010

Painter fu scelto nel corso del sesto giro (201º assoluto) del Draft NFL 2009 dagli Indianapolis Colts. Dietro il titolare Peyton Manning, Painter fu il quarterback di riserva insieme a Jim Sorgi. Fu promosso al ruolo di prima riserva nel 2009 dopo che Sorgi fu spostato in lista infortunati. Painter scese per la prima volta in campo negli ultimi due turni, quando il capo-allenatore Jim Caldwell decise di fare riposare i suoi titolari in vista dei playoff dopo che la squadra si era aggiudicata matematicamente la prima testa di serie. Debuttò nella NFL il 27 dicembre 2009, contro i New York Jets, subendo un intercetto e perdendo un fumble che fu ritornato in touchdown, in quella che fu la prima sconfitta della stagione (dopo avere vinto le prime 14 partite). Subentrò in campo nel primo quarto anche la settimana successive in casa dei Buffalo Bills, in quella che fu un’altra sconfitta.
Painter fu relegate al ruolo di terzo quarterback dei Colts all’inizio della stagione 2011 quando i Colts acquisirono Kerry Collins per prendere il posto di Manning che aveva subito un’operazione chirurgica al collo.  Painter sostituì l’infortunato Collins nel terzo turno contro i Pittsburgh Steelers. In quella gara completò 5 passaggi su 10 per 60 yard e un fumble.
La settimana successiva, Painter disputò la sua prima gara come titolare nella NFL contro i Tampa Bay Buccaneers il 3 ottobre 2011. Il suo primo passaggio da touchdown in carriera fu per Pierre Garçon, in quello che all’epoca fu il quinto passaggio da touchdown più lungo della storia dei Colts con 87 yard. Painter dispute otto gare come titolare al posto dell’infortunato Peyton Manning nella stagione regolare 2011 ma le perse tutte e finì con l’essere sostituito da Dan Orlovsky prima della gara della settimana 13 contro i New England Patriots. Fu svincolato il 9 marzo 2012.

### Baltimore Ravens
Painter firmò con i Baltimore Ravens il 19 aprile 2012 dopo dei provini che comprendevano anche Kyle Boller e Dennis Dixon. Tale mossa riunì Painter riunì il giocatore con il suo ex capo-allenatore a Indianapolis, Jim Caldwell, assunto dai Ravens come allenatore dei quarterback il 30 gennaio 2012. Fu svincolato il 31 agosto, quando gli venne preferita la versatilità della scelta del sesto giro dell’anno precedente Tyrod Taylor.

### New York Giants
Il 4 gennaio 2013 Painter firmò un contratto da riserva con i New York Giants. Subentrò a Eli Manning nel secondo tempo della gara dell’ultimo turno contro i Washington Redskins dopo che Manning si infortunò a una caviglia nel finale del primo tempo. All’inizio del secondo tempo, un suo passaggio fu intercettato da Reed Doughty. Il 12 maggio 2014 Painter rifirmò con i Giants. Fu svincolato il 30 agosto 2014 quando l’allenatore Tom Coughlin gli preferì Ryan Nassib come riserva di Eli Manning.

## Palmarès
- American Football Conference Championship: 1

Indianapolis Colts: 2009